# Andrew Jackson (acteur)
Pour les articles homonymes, voir Andrew Jackson (homonymie) et Jackson.
Andrew Jackson est un acteur canadien né le 11 septembre 1963 à Newmarket en Ontario (Canada).

## Filmographie

### Cinéma
- 1988 : State Park : Corky
- 1990 : Red Blooded American Girl : Donald
- 1996 : Specimen : Sixty-Six
- 1998 : Shadow Builder : Shadowbuilder
- 1999 : Held Up (en) de Steve Rash : Billy (SWAT Team Leader)
- 2002 : Bombmakers : Malcolm
- 2002 : Fade to Black : C. Klein
- 2002 : Try Seventeen : Guy
- 2002 : Sound of Pain : Various Mental Patients (Voice Overs) (voix)
- 2003 : The Sea : George
- 2003 : Conception : Andrew
- 2004 : Scooby-Doo 2 : les monstres se déchaînent(Scooby Doo 2: Monsters Unleashed) : Man In Car
- 2004 : My Father's an Actor : Father
- 2005 : Edison : Ives
- 2006 : Sandcastle : Ian
- 2007 : Seed : Dr. Parker Wickson

### Télévision

#### Téléfilm
- 1989 : The Comedy of Errors : Balthazar
- 1994 : Bermuda Grace : Raymond Mitchell
- 1996 : Twists of Terror : Barry
- 1997 : Le justicier braque la mafia (Breach of Faith: Family of Cops II) : Boris Kalichoff
- 1997 : Joe Torre: Curveballs Along the Way : Paul O'Neill
- 1998 : Blackjack : Don Tragle
- 1998 : Universal soldier 2 - Frères d'armes (Universal Soldier II: Brothers in Arms) : Andrew Scott  /  GR13
- 1999 : Millénium man (Millennium Man) : Jake Adaman / Adam / Adam II
- 2000 : Un rôle pour la vie (Catch a Falling Star) : Ryan Steele
- 2001 : Shotoku taishi : Hata (voix)
- 2002 : Dangereuse Séduction (Deadly Betrayal) : Adam Hamilton
- 2002 : Le Sang du frère (My Brother's Keeper) : Adam Ruane
- 2002 : Plus fort que le silence (Scared Silent) : Officer John McCrane
- 2002 : We'll Meet Again : Nick Whitehall
- 2004 : The Book of Ruth : Elton
- 2004 : Cyclone, catégorie 6 : Le choc des tempêtes (Category 6: Day of Destruction) (téléfilm) : Walt Ashley
- 2006 : L'Apprenti de Merlin (Merlin's Apprentice) : Master Burton

#### Série télévisée
- 1987 : Alfred Hitchcock présente (Alfred Hitchcock Presents) (série télévisée) : Parks
- 1990 : Vendredi 13 (Friday the 13th) (série télévisée) : General Lafayette
- 1991 : Peeping Tom (téléfilm) : M.. Battering Ram
- 1991 : Top Cops (série télévisée) : Michael Carew
- 1991 : La Force du destin (All My Children) (feuilleton TV) : Dr. Stephen Hamill
- 1993 : Family Passions (série télévisée) : Jön Futing
- 1993 : Highlander (série télévisée) : Pallin Wolf
- 1994 : Les Anges de la ville (Sirens) (série télévisée) : Chris Joworski
- 1995 : Lonesome Dove: The Series (série télévisée) : Acton
- 1995 : Un tandem de choc (Due South) (série télévisée) : Duff Hogan
- 1996 : Les Contes d'Avonlea (Road to Avonlea) (série télévisée) : Goliath
- 1996 : Psi Factor, chroniques du paranormal (PSI Factor: Chronicles of the Paranormal) (série télévisée) : Frank Kelterbourne
- 1996 : FX, effets spéciaux (F/X: The Series) (série télévisée) : Blade
- 1997 : Fifi Brindacier (Pippi Longstocking) : Romeo / Old, Classical Stage Actor (voix)
- 1997 : Fast Track (série télévisée) : Tucker Ricks
- 1998 : The Last Don II (série télévisée) : Dirk Von Schelburg (unknown épisodes)
- 1998 : Arliss (Arli$$) (série télévisée) : Luc Cassoulet
- 1998 : L'Immortelle (Highlander: The Raven) (série télévisée) : Darryl Keenan
- 1999 : Cover Me (feuilleton TV) : Kevin
- 1999 : Charmed (série télévisée) : Nicholas
- 1999 : Animutants (Beast Wars: Transformers) (série télévisée) : Additional Voices
- 1999 : Amazon (série télévisée) : Colonel Miller
- 2000 : Le Loup-garou du campus (Big Wolf on Campus) (série télévisée) : Boris
- 2000 : TV business (Beggars and Choosers) (série télévisée) : Richard Ellis
- 2000 : Stargate SG-1 (série télévisée) : Supreme High Councillor Per'sus
- 2000 : First Wave (série télévisée) : Davis
- 2001 : Los Luchadores (série télévisée) : Gniknod
- 2001 : Wind at My Back (série télévisée) : Vanaver Mainwairing
- 2002 : Invasion planète Terre (Earth: Final Conflict) (série télévisée) : Opening Credits Narrator
- 2002 : Smallville (série télévisée) : Ray Wallace
- 2002 : Disparition (Taken) (feuilleton TV) : Buddy Parker
- 2003 : Cold Squad, brigade spéciale (Cold Squad) (série télévisée) : Jeff Hawkins
- 2003 : Doc (série télévisée) : Danny Taylor
- 2003 : Jane et Tarzan (Tarzan) (série télévisée) : Jonathan Clayton
- 2003 : Sue Thomas, l'œil du FBI (Sue Thomas: F.B.Eye) (série télévisée) : Kevin Duffman
- 2003 : Andromeda (série télévisée) : Lipp-Sett
- 2004 : La Vie comme elle est (Life As We Know It) (série télévisée) : Walter Bradford
- 2005 : Steklo (feuilleton TV) : Morgan
- 2005 : Esprits criminels (Criminal Minds) (série télévisée) : Tim Vogel
- 2005 : Terminal City (série télévisée) : Tomas Bukowski
- 2006 : Le Messager des ténèbres (The Collector) (série télévisée) : Danny Hullstrom
- 2006 : The Evidence (série télévisée) : Oliver Beckman
- 2006 : Sandcastle : Ian
- 2006 : Kyle XY (série télévisée) : Cyrus Reynolds
- 2006 : Hank William's First Nation (série télévisée) : David Wright
- 2007 : Di-Gata Defenders (série télévisée) : Von Faustien
- 2007 : Dead Zone (The Dead Zone) (série télévisée) : Doug O'Connell
- 2008 : Sea Wolf (feuilleton TV) : Johnson
- 2008 : XIII : La Conspiration (série télévisée) : Roger Deakins
- 2009 : Les Vies rêvées d'Erica Strange (série télévisée) : Marcus Stahl